# Овехеро, Иселин Сантос
Иселин Сантос Овехеро (исп. Iselín Santos Ovejero Maya; 16 октября 1945, Мендоса, Аргентина) — аргентинский футболист, защитник. Выступал за сборную Аргентины.

## Биография
Иселин начал карьеру в команде «Велес Сарсфилд», в составе которого стал чемпионом Аргентины в 1968 году. В 1969 году перешёл в «Атлетико Мадрид». Дебютировал в чемпионате Испании 7 декабря 1969 года в матче против клуба «Атлетик Бильбао». В составе «Атлетико» Иселин Овехеро провел 5 сезонов, стал двукратным чемпионом Испании, а также обладателем обладателем кубка Испании и финалистом Кубка европейских чемпионов 1973/74. В 1974 году перешёл в «Сарагосу», в составе которой провел 19 матчей за два сезона. В сезоне 1976/77 играл за команду Сегунды «Террасса», а завершил карьеру в клубе «Сант-Андреу».
Всего в испанской примере Иселин Овехеро провел 97 матчей, забив 3 гола.

## Достижения
- Чемпион Испании: 1969/70, 1972/73
- Обладатель Кубка Испании: 1971/72